# پاجوش

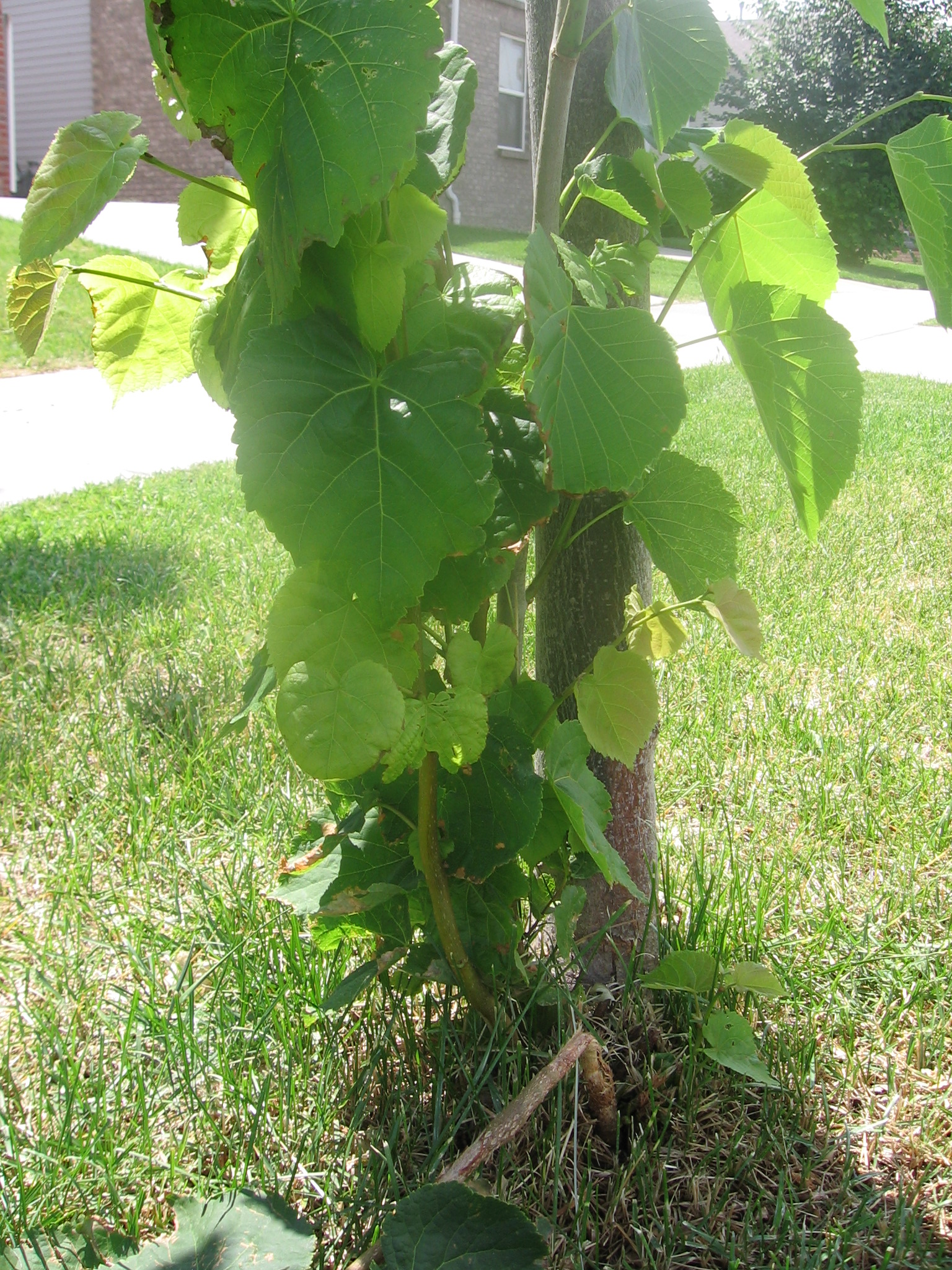
یک ریشه‌جوش که از پای درختی جوان روئیده است.

ریشه‌جوش یا پاجوش به جوانه‌هایی که بر روی ریشه‌های سالم برخی گیاهان، درختان و درختچه‌ها می‌روید گفته می‌شود. روی ریشه‌های سالم برخی درخت‌ها و درختچه‌ها جوانه‌هایی پیدا می‌شود که از آن‌ها جسته‌هایی به نام ریشه‌جوش می‌روید. درختان سپیدار، توسکا، اقاقیا و برخی گونه‌های دار مازو و نارون ریشه‌جوش می‌دهند. ریشه‌جوش‌ها اغلب از ریشه‌های سطحی و گاهی از ریشه‌های عمیق می‌رویند و به آسانی از درخت اصلی جدا می‌شوند، گاهی نیز از تنهٔ درخت مادری ظاهرشده و خود مستقلاً درختی جدید تشکیل می‌دهند.

## تنه‌جوش
تنه‌جوش یا یقه‌جوش به اندامهای هوایی منشأ گرفته از روی تنه یا طوقه گیاهان گفته می‌شود.
از آنجا که رشد بیش از اندازهٔ تنه جوش و ریشه جوش از دیدگاه زیبایی منظر و بیماری‌های درپیوند با انبوهی شاخساره گیاه، زیانبار تلقی می‌شود، بیشتر از سودمندیهای بهره‌گیری از این رستنیها، هرس آن‌ها مورد تأکید است.